# Lerista microtis
Espèce
Synonymes
- Mocoa microtis Gray, 1845

Lerista microtis est une espèce de sauriens de la famille des Scincidae.

## Répartition
Cette espèce est endémique d'Australie. Elle se rencontre en Australie-Occidentale et en Australie-Méridionale.

## Liste des sous-espèces
Selon The Reptile Database (5 octobre 2012) :
- Lerista microtis intermedia Storr, 1991
- Lerista microtis microtis (Gray, 1845)
- Lerista microtis schwaneri Storr, 1991

## Publications originales
- Gray, 1845 : Catalogue of the specimens of lizards in the collection of the British Museum, p. 1-289 (texte intégral).
- Storr, 1991 : Revision of Lerista microtis (Lacertilia: Scincidae). Records of the Western Australian Museum, vol. 15, no 2, p. 469-478 (texte intégral).